# Постовая (аэродром)
Советская Гавань — Постовая — военный аэродром вблизи посёлка Заветы Ильича (Хабаровский край, Советско-Гаванский район).

## Данные аэродрома
- Индекс аэродрома - ЬХКП / XHKP
- ВПП 13/31
- Ширина — 44 м
- Длина — 2460 м
- Курс магнитный 128°/308°
- Курс истинный 116°/296°
- Порог 1 N49.03577° E140.21303°
- Порог 2 N49.02598° E140.24320°
- Покрытие — твёрдое (бетон)
- Освещение — нет
- Круг полётов LL
- Позывной - «Водолей»
- Состояние аэродрома — законсервирован (авиационная комендатура)

## История
Аэродром Постовая был построен в первые годы Великой Отечественной войны заключенными. Аэродром имел две ВПП, одна грунтовая и другая, покрытая металлической американской сеткой. Ширина металлической сетки 40 м и длина 1800 м.
На аэродроме базировались:
- 41-й истребительный авиационный полк ВВС ВМФ с 10.03.1943 г. по 01.04.1983 г., перебазирован на аэродром Буревестник (о. Итуруп)[1][2];
- 308-й истребительный авиационный полк ПВО с 01.04.1983 г. по 01.12.1994 г., перебазирован с аэродрома Буревестник (о. Итуруп), расформирован на аэродроме[1][2].
- В штате 308-го полка имелся поисково-спасательный вертолётный отряд из трёх Ми-8МТ, впоследствии Ми-8МТВ.
- 563-й отдельный транспортный авиационный полк ВМФ (базировался с 1948 по 1950 год).
- 231-я отдельная буксировочная авиационная эскадрилья - 257-я отдельная буксировочная авиационная эскадрилья (базировалась с 1948 по 1951 год).
- 58-й истребительный авиационный полк ВМФ, с 1949 по 1960 год[3].
- Управление 15-й истребительной авиационной дивизии ВМФ (с 15.02.1954 по 1960 год).

## История41-го иап
С 10 марта 1943 года на основании приказа НК ВМФ 0039 от 02.02.1943 г. в составе ВВС СТОФ был сформирован 41-й отдельный истребительный авиационный полк по штату 030/156 (в/ч 26870) с дислокацией на аэродроме Постовая, вооруженный самолётами МиГ-3, И-15 и И-16. На основании приказа Ком. ТОФ 0018 от 11.03.1943 г. на формирование нового полка была обращена 3-я ИАЭ 42-го смешанного авиаполка ВВС СТОФ, дислоцировавшийся в городе Советская Гавань на аэродроме Знаменское.
По состоянию на 1 января 1944 года в боевом составе полка имелось: 8/6 МиГ-3, 14/9 И-16 и 6/2 И-15бис, 2/2 УТИ-4, 2/1 У-2 и 35 летчиков, из которых 17 были подготовлены к полетам ночью.
К весне 1945 года все старые машины были списаны, в полку имелась эскадрилья из 12 самолётов МиГ-3, которые к тому моменту были изношены и началась их замена на ЛаГГ-3, а затем и на Ла-7. На основании циркуляра НГМШ 01358 от 28.11.1944 г. полк был переведен на штат 030/256.
К началу войны с Японией полк базировался на аэродроме Постовая, подчиняясь командиру бригады ПВО Северной Тихоокеанской флотилии. Это был один из немногих истребительных полков страны, на вооружении которого сохранились уже раритетные к 1945 году самолёты ЛаГГ-3. Все истребители МиГ-3 к апрелю были списаны по износу, Ла-7 были освоены не в полном объёме. Основной задачей полка было истребительное прикрытие объектов СТОФ и сопровождение бомбардировщиков. Части обеспечения на аэродроме — в/ч 49356 и в/ч 49320.
Боевые действия 41-го ИАП.
С началом боевых действий против Японии самолёты полка выполняли истребительное прикрытие с воздуха объектов Северной Тихоокеанской флотилии в районе Советской Гавани. С 10 по 14 августа самолёты ЛаГГ-3 полка стали привлекаться для нанесения бомбоштурмовых ударов по объектам обороны противника в районе п. Эсуторо, Торо и Усиро. Для этого на самолёты подвешивались по две 50-кг бомбы. Всего было выполнено 54 самолёто-вылета. 16 и 17 августа самолёты полка привлекались для поддержки морского десанта в п. Торо, выполнив 30 самолёто-вылетов. 18 августа выполнялись вылеты на прикрытие Пе-2 55-го пикировочного полка при нанесении ими ударов по объектам противника на Южном Сахалине.
Всего за время боевых действий потерян один самолёт Ла-7 по небоевой причине (авария).
Послевоенная история.
При формировании Сахалинской военной флотилии на базе СТОФ с 05.10.1945 г. полк был выделен в её состав (приказ Ком. ТОФ 004 от 02.02.1946 г.). На основании приказа ГК ВМС 001/ов от 12.02.1947 г. с 1 мая 1947 года 41-й ОИАП был передан в состав ВВС 7-го ВМФ. В начале 1950 года полк был перевооружен на самолёты МиГ-15. Переучивание на новую авиатехнику происходило зимой 1950 года на льду бухты рядом с аэродромом, для чего там была раскатана взлетно-посадочная полоса длиной 4000 м. Во второй половине 1952 года полк получил на вооружение истребители МиГ-17. Для перегонки новой авиатехники было выделено восемь летчиков под командованием заместителя командира полка Героя Советского Союза подполковника Д. М. Татаренко. В три захода они перегнали из Комсомольска-на-Амуре на Постовую 24 самолёта МиГ-17.
В мае 1953 года на основании приказа Ком. СТОФ № 001 от 06.05.1953 г. 41-й ИАП был включен в состав 15-й Смешанной авиадивизии ВВС СТОФ и подчинен её командиру. С 10 июня 1953 года на основании приказа МО СССР № 0054 от 23.04.1953 г. и директивы ГК ВМС 2/56288 от 25.04.1953 г. 41-й ИАП 15-й ИАД из ВВС 7-го ВМФ был передан в состав 105-го авиационного корпуса ВВС ТОФ, перебазированного к этому времени из Порт-Артура в Советскую Гавань.
1 февраля 1957 года 41-й ИАП, существующий по штату 98/517-В и вооруженный самолётами МиГ-17 модификаций «П» и «ПФ», был передан без одной АЭ из ВВС ТОФ в состав Совгаванской дивизии ПВО Отдельной Дальневосточной армии ПВО страны (приказ командира Совгаванской ВМБ № 002 от 08.01.1957 г.). Эскадрилья была преобразована в отдельную в/ч и передислоцирована на Сахалин.
В 1979 году полк переучивается и получает самолёты МиГ-23МЛ (МЛА), к концу года на аэродроме достраивается и вводится в эксплуатацию бетонная ВПП 2500 метров. В 1980 году 41-й ИАП был передан в состав 40-й истребительной авиационной дивизии ВВС Дальневосточного Военного округа, а затем в 1986 г. — в состав 11-й отдельной армии ПВО. Полку был придан отдельный батальон аэродромно-технического обеспечения в/ч 03114.
До 1981 г. 41-й полк, вооруженный самолётами МиГ-23МЛ, входил в состав 11-й дальневосточной Отдельной армии ПВО. В августе 1983 г. полк с аэродрома Постовая был перебазирован к новому месту дислокации на аэродром Буревестник на о. Итуруп (Курильские острова), п. Горный. Там он сменил 308-й ИАП, вооруженный самолётами МиГ-21бис. ТЭЧ полка была перебазирована с Постовой на аэродром Сокол (Сахалин) в 1984 году.
Данная ротация была вызвана осложнившейся с апреля 1983 г. военно-политической обстановкой в районе Курильских островов и участившимися провокациями со стороны палубной авиации ВМС США. Самолёты МиГ-21 были не в состоянии противостоять современным истребителям F-14 «Томкет», которыми были вооружены американские авианосцы. Назревающий нарыв прорвался 1 сентября 1983 г. инцидентом с южнокорейским «Боингом-747», который был сбит летчиком 777-го ИАП 11-й А ПВО майором Г. Осиповичом.
Летом 1994 года, под предлогом снятия с вооружения ВВС самолётов с одной двигательной установкой, 308-й ИАП с Постовой, как и 41-й ИАП, базирующийся на Буревестнике, были расформированы. Самолёты обоих полков своим ходом перегнали на аэродром Дзёмги (Комсомольск-на-Амуре), где на пустыре в районе стоянки полка их расставили в 3 линейки и в течение двух лет все МиГ-23 были варварски разграблены, смяты бульдозерами и окончательно сданы в лом. В то же время (1995—1996 годы) на территории военной комендатуры Комсомольска-на-Амуре появился МиГ-23МЛ, аналогичный (в том числе и по окраске) бортам, подвергнутым утилизации на аэродроме Дзёмги, на момент мая 2015 года самолёт там же.
На аэродроме Постовая была оставлена для поддержания жизнедеятельности авиационная комендатура. Также инициативными товарищами, при поддержке властных структур был создан детский авиационный военно-патриотический клуб, основным направлением деятельности которого была парашютно-десантная подготовка подростков (имелись планеры и самолёты Як-52 и Ан-2). Деятельность клуба прекращена к концу 90-х годов из-за невозможности дальнейшей эксплуатации техники.
На аэродроме с 1943 по 1994 год базировались самолёты 41 ИАП — И-15бис, И-16, УТИ-4, ЛаГГ-3, МиГ-3, Ла-7, Ла-11, МиГ-15, МиГ-17, МиГ-23МЛ, и МиГ-21бис — 308 ИАП, а также вертолёт ПСО Ми-8 и самолёты Ан-2.

## Авиационные проишествия
- 05.04.1944 года, днем, при выполнении полета на воздушную стрельбу, потерпел катастрофу самолёт И-16 тип 24, пилотируемый летчиком 2-й АЭ мл. лейтенантом Еськиным Василием Андреевичем.
- 18.07.1945 года, днем, в ПМУ, произошла катастрофа самолёта ЛаГГ-3, пилотируемого летчиком 2-й АЭ мл. лейтенантом Хамидулиным Р. З.
- 22.05.1948 г., в районе Советской Гавани произошла катастрофа самолёта Ла-7, в которой погиб помощник командира полка майор Горячев Василий Андреевич.
- 30.01.1951 г., сразу после взлета из-за отказа двигателя, произошла катастрофа учебно-тренировочного самолёта Як-11, в которой погибли летчики лейтенант Николаев Николай Иванович и командир звена ст. лейтенант Терещенко Михаил Иванович.
- 26.05.1951 г. произошла катастрофа самолёта МиГ-15, пилотируемого командиром эскадрильи капитаном П. И. Баскаковым.
- 27.10.1953 г., днем в СМУ при выполнении полкового вылета (36 машин) с аэродрома Постовая на Сахалин и обратно произошла катастрофа самолёта МиГ-17, пилотируемого ст. лейтенантом Кононовым Аркадием Павловичем.
- 5 сентября 1990 г., авария самолёта МиГ-23МЛД.

## Авиационная техника
Техника, в разное время базирующаяся на аэродроме.
Военные годы:
| И-15 бис | И-16 | ЛаГГ-3 | МиГ-3 | У-2 |

Послевоенные годы:
| Миг-15 | Миг-17, на постаменте | Миг-23 | Миг-21 | Ми-8МТ |

Военно-спортивный клуб:
| Ан-2 | Як-52 |